# Cachoeira Dourada, Goiás
Cachoeira Dourada este un oraș în Goiás (GO), Brazilia.